# チリの都市の一覧

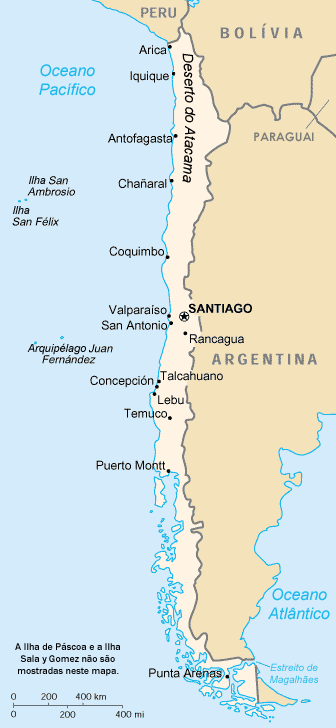
チリの地図

チリの都市の一覧。
首都・最大都市はサンティアゴ・デ・チレ。

## 人口上位10都市(2016年)
| 順位 | 都市                   | スペイン語        | 人口(2016年) | 州                                       |
| ---- | ---------------------- | ----------------- | ------------ | ---------------------------------------- |
| 1.   | サンティアゴ・デ・チレ | Santiago de Chile | 6,562,300    | 首都州                                   |
| 2.   | バルパライソ           | Valparaíso        | 969,500      | バルパライソ州                           |
| 3.   | コンセプシオン         | Concepción        | 796,700      | ビオビオ州                               |
| 4.   | ラ・セレナ             | La Serena         | 417,500      | コキンボ州                               |
| 5.   | アントファガスタ       | Antofagasta       | 378,500      | アントファガスタ州                       |
| 6.   | テムコ                 | Temuco            | 319,200      | ラ・アラウカニア州                       |
| 7.   | ランカグア             | Rancagua          | 278,000      | リベルタドール・ベルナルド・オイギンス州 |
| 8.   | アリカ                 | Arica             | 227,400      | アリカ・イ・パリナコータ州               |
| 9.   | タルカ                 | Talca             | 222,500      | マウレ州                                 |
| 10.  | プエルト・モント       | Puerto Montt      | 218,400      | ロス・ラゴス州                           |

## その他の都市
- アルガロボ
- アンゴル
- イキケ
- イヤペル
- サラマンカ
- オソルノ
- カストロ
- カラマ
- キルプエ
- クリコ
- コイハイケ
- コキンボ
- コジプジ
- コピアポ
- コロネル
- コンスティトゥシオン
- サン・ペドロ・デ・ラ・パス
- タルカワノ
- チグアヤンテ
- チャニャラル
- チヤン
- トメ
- バルディビア
- ビジャ・アレマーナ
- ビジャリカ
- ビニャ・デル・マール
- ピチレム
- ブイン
- プコン
- プレン
- プンタ・アレーナス
- ペンコ
- モンテ・アギラ
- ロス・アンヘレス
- ロタ
- ワルペン